# مترو الكويت
مترو الكويت واسمه الرسمي مشروع أنظمة النقل السريع - مترو الكويت، مشروع نقل كويتي قيد التصميم لإنشاء شبكة نظام نقل سريع في الكويت، وهو مشروع شراكة بين القطاعين العام والخاص، تحت إشراف وإدارة الهيئة العامة لمشروعات الشراكة بين القطاعين العام والخاص، وستمتلك الحكومة الكويتية 10% من المشروع في حين ستجمع 50% من الأموال من خلال طرح عام أولي، بينما سيتولى المقاول الخاص نسبة 40% المتبقية. كان من المقرر أن يبدأ المكتب الفني للشراكات الحكومية عمليات الشراء في عام 2012، باستخدام عقود الشراكة بين القطاعين العام والخاص. ومع ذلك، من المقرر أن يعلن عن موعد تقديم العطاءات في عام 2021، ولم يُعلن عن أي إطار زمني لإكمال المشروع.

## المسارات
سيتشكل مترو الكويت من أربعة مسارات، ستنشأ في خمس مراحل، بإجمالي أطوال تبلغ نحو 160 كلم، تضم 69 محطة.
- المسار 1: 23.7 كم، 19 محطة، إضافة إلى امتداد يبلغ نحو 57.3 كلم
- المسار 2: 21 كم، 27 محطة، إضافة إلى امتداد يبلغ نحو 16.4 كلم
- المسار 3: 24 كم، 15 محطة
- المسار 4: 22.7 كم، 17 محطة[7]